# 二歧树芦荟
二歧树芦荟（學名：Aloidendron dichotomum）前称二歧芦荟（Aloe dichotoma），是南部非洲特有的一種蘆薈，尤其是在南非北開普省及納米比亞。在尼湖德维（Nieuwoudtville）至洛來斯芳坦（Loeriesfontein）的路上就有一片二歧树芦荟的森林。當地原住的布希曼人會將二歧树芦荟的樹幹挖空，製成箭筒，故又名箭筒蘆薈或箭袋树。
在南非及納米比亞進行了二歧树芦荟的模擬，藉以了解一些保護區在氣候轉變下的需求。不過這些模擬分佈地正逐步減少。
二歧树芦荟也有種植在美國西南部，不過其生長率很低，而且較為罕見，故十分昂貴。

## 名称
二歧树芦荟被土著桑人称为choje，它的英文俗名源于桑人将二分木的管状树枝挖空制成箭袋的做法。特定的加词“dichotomum”指的是随着植物的生长，茎如何反复分成两部分。该物种的学名原先为Aloe dichotoma（二歧芦荟），但2013年该物种被移至新属Aloidendron（树芦荟属） 而改名为Aloidendron dichotomum（二歧树芦荟）。

## 外部連結
- Desert-tropicals.com（页面存档备份，存于）
- Plantzafrica.com（页面存档备份，存于）